# 이차 형식
수론과 선형대수학에서 이차 형식(二次形式, 영어: quadratic form)은 다변수 2차 동차다항식이다.

## 정의
가환환 {\displaystyle K} 위의 가군 {\displaystyle V} 위의 이차 형식 {\displaystyle Q}는 다음 두 조건을 만족시키는 함수 {\displaystyle Q\colon V\to K}이다.:244:54, (3.15)
- (동차성) 임의의 {\displaystyle a\in K} 및 {\displaystyle v\in V}에 대하여, {\displaystyle Q(av)=a^{2}Q(v)}
- (쌍선형성) 함수 {\displaystyle B\colon V\times V\to K}, {\displaystyle (u,v)\mapsto Q(u+v)-Q(u)-Q(v)}를 정의하면, {\displaystyle B}는 {\displaystyle V} 위의 쌍선형 형식을 이룬다. 즉, 다음이 성립한다.
  - 임의의 {\displaystyle u,v,w\in V}에 대하여, {\displaystyle Q(u+v+w)-Q(u+w)-Q(v+w)-Q(u+v)+Q(u)+Q(v)+Q(w)=0}
  - 임의의 {\displaystyle a,b\in K} 및 {\displaystyle u,v\in V}에 대하여, {\displaystyle Q(au+bv)-a^{2}Q(u)-b^{2}Q(v)-ab(Q(u+v)-Q(u)-Q(v))=0}

이 경우, {\displaystyle B}를 {\displaystyle Q}의 연관 쌍선형 형식(영어: associated bilinear form)이라고 한다.:54 연관 쌍선형 형식은 항상 대칭 쌍선형 형식이며, 만약 {\displaystyle \operatorname {char} K=2}라면 이는 추가로 교대 쌍선형 형식이다.:54
흔히 다루어지는 경우는 {\displaystyle K}는 체이거나 대수적 정수환이며, {\displaystyle V}는 자유 가군인 경우다.
같은 가환환 {\displaystyle K} 위에 두 가군 {\displaystyle V}, {\displaystyle V'}이 존재하고, 그 위에 각각 이차 형식 {\displaystyle Q}, {\displaystyle Q'}이 존재한다고 하자. {\displaystyle Q}와 {\displaystyle Q'} 사이의 동치(영어: equivalence) {\displaystyle i}는 다음 조건을 만족시키는 함수 {\displaystyle i\colon V\to V'}이다.
- {\displaystyle i\colon V\to V'}는 가군의 동형이다.
- {\displaystyle Q'\circ i=Q}이다.

두 이차 형식 사이에 동치가 존재한다면, 두 이차 형식이 서로 동치(영어: equivalent)라고 한다.

### 비퇴화 이차 형식
가환환 {\displaystyle K} 위의 가군 {\displaystyle V} 위의 이차 형식 {\displaystyle Q}의 연관 쌍선형 형식이 {\displaystyle B}라고 하자. {\displaystyle Q}의 등방성 벡터(等方性vector, 영어: isotropic vector)는 {\displaystyle Q(v)=0}인 원소 {\displaystyle v\in V}이다.:58, §3.4.7 {\displaystyle Q}의 근기(영어: radical) {\displaystyle \operatorname {rad} Q}는 {\displaystyle B}의 근기
{\displaystyle \operatorname {rad} B=\{v\in V\colon \forall u\in V\colon B(u,v)=0\}=\{v\in V\colon \forall u\in V\colon Q(u+v)=Q(u)+Q(v)\}}
에 속하는 등방성 벡터의 집합이다.:58, §3.4.7
{\displaystyle \operatorname {rad} Q=\{v\in \operatorname {rad} B\colon Q(v)=0\}=\{v\in V\colon \forall u\in V\colon Q(u+v)=Q(u)\}}
이는 {\displaystyle V}의 부분 가군이자 {\displaystyle \operatorname {rad} B}의 부분 가군이다. 이는 임의의 {\displaystyle u,v\in \operatorname {rad} B}에 대하여
{\displaystyle Q(u+v)=Q(u)+Q(v)+B(u,v)=Q(u)+Q(v)}
이기 때문이다.
가환환 {\displaystyle K} 위의 가군 {\displaystyle V} 위의 이차 형식 {\displaystyle Q}가 다음 조건을 만족시킨다면, 비퇴화 이차 형식이라고 한다.:59–60, §2.3
- 연관 대칭 쌍선형 형식 {\displaystyle B(u,v)=Q(u+v)-Q(u)-Q(v)}이 비퇴화 쌍선형 형식이다. 즉, {\displaystyle B}로부터 정의되는 사상 {\displaystyle V\to \hom _{K}(V,K)}, {\displaystyle u\mapsto B(u,-)}이 가군의 동형 사상이다.

{\displaystyle K}가 체이고, {\displaystyle V}가 그 위의 유한 차원 벡터 공간이라고 하자. 그렇다면
{\displaystyle \operatorname {rad} Q\subseteq \operatorname {rad} B}
의 여차원을 생각할 수 있다. 만약 {\displaystyle K}의 표수가 2가 아니라면, 항상 {\displaystyle \operatorname {rad} Q=\operatorname {rad} B}이다. 만약 {\displaystyle K}가 표수 2의 완전체라면, 여차원은 0 또는 1이다. 만약 {\displaystyle \operatorname {char} K=2}이며, 완전체가 아니라면, 여차원은 2 이상일 수 있다.
증명:
만약 {\displaystyle \operatorname {char} K\neq 2}이며, {\displaystyle v\in \operatorname {rad} B}라면, {\displaystyle Q(v)=B(v,v)/2=0}이므로 {\displaystyle v\in \operatorname {rad} Q}이다.
이제, {\displaystyle K}가 표수 2의 완전체라고 가정하자. 그렇다면, {\displaystyle K} 위에 스칼라배
{\displaystyle a\cdot b=a^{2}b\qquad (\forall a,b\in K)}
를 주면 {\displaystyle K}-벡터 공간을 이룬다. 또한, {\displaystyle x\mapsto x^{2}}는 {\displaystyle K} 위의 전사 함수이므로, 이 벡터 공간의 차원은 1이다. 임의의 {\displaystyle a,b\in K} 및 {\displaystyle u,v\in \operatorname {rad} B}에 대하여,
{\displaystyle Q(au+bv)=a^{2}Q(u)+b^{2}Q(v)+abB(u,v)=a^{2}Q(u)+b^{2}Q(v)}
이다. 즉,
{\displaystyle Q|_{\operatorname {rad} B}\colon \operatorname {rad} B\to K}
는 ({\displaystyle K}를 위에서 정의한 벡터 공간으로 여겼을 때) {\displaystyle K}-선형 변환을 이루며, 그 핵은
{\displaystyle \ker(Q|_{\operatorname {rad} B})=\operatorname {rad} Q}
이다. 특히,
{\displaystyle \dim _{K}(\operatorname {rad} B/\operatorname {rad} Q)\leq 1}
이다.
여차원이 2 이상인 이차 형식은 다음과 같이 구성할 수 있다. 임의의 표수 2의 비완전체 {\displaystyle K} 속에서, 제곱이 아닌 (특히, 0이 아닌) 수 {\displaystyle a}를 고르자. (예를 들어, {\displaystyle K=\mathbb {F} _{2}(t)}, {\displaystyle a=t}로 잡을 수 있다.) 그렇다면, {\displaystyle K^{2}} 위의 이차 형식
{\displaystyle x^{2}+ay^{2}}
의 근기는 {\displaystyle \{0\}}이지만, 그 연관 쌍선형 형식 {\displaystyle B=0}의 근기는 {\displaystyle K^{2}}이다.
만약 {\displaystyle Q}의 근기가 {\displaystyle \{0\}}이라면, {\displaystyle Q}를 비특이 이차 형식(非特異二次形式, 영어: nonsingular quadratic form)이라고 한다.:58, §3.4.7 만약 {\displaystyle Q}의 연관 쌍선형 형식 {\displaystyle B}가 비퇴화 쌍선형 형식이라면 (즉, {\displaystyle B}의 근기가 {\displaystyle \{0\}}이라면), {\displaystyle Q}를 비퇴화 이차 형식(非退化二次形式, 영어: nondegenerate quadratic form)이라고 한다.:58, §3.4.7 만약 {\displaystyle \operatorname {char} K\neq 2}라면 비특이 이차 형식의 개념과 비퇴화 이차 형식의 개념이 일치하지만, {\displaystyle \operatorname {char} K=2}일 경우 퇴화 비특이 이차 형식이 존재한다. {\displaystyle K}가 완전체인 경우, 이는
{\displaystyle \dim _{K}\operatorname {rad} B=1}
{\displaystyle \dim _{K}\operatorname {rad} Q=0}
인 경우이다.

### 정부호성
순서체 {\displaystyle K} 위의 벡터 공간 {\displaystyle V} 위의 이차 형식 {\displaystyle Q}에 대하여, 다음과 같은 용어들을 정의한다.
- 양의 정부호 이차 형식(陽의定符號二次形式, 영어: positive-definite quadratic form): 모든 {\displaystyle v\in V\setminus \{0\}}에 대하여, {\displaystyle Q(v)>0}이다.
- 음의 정부호 이차 형식(陰의定符號二次形式, 영어: negative-definite quadratic form): 모든 {\displaystyle v\in V\setminus \{0\}}에 대하여, {\displaystyle Q(v)<0}이다.
- 양의 준정부호 이차 형식(陽의準定符號二次形式, 영어: positive-semidefinite quadratic form): 모든 {\displaystyle v\in V}에 대하여, {\displaystyle Q(v)\geq 0}이다.
- 음의 준정부호  이차 형식(陰의準定符號二次形式, 영어: negative-semidefinite quadratic form): 모든 {\displaystyle v\in V}에 대하여, {\displaystyle Q(v)\leq 0}이다.
- 부정부호 이차 형식(不定符號二次形式, 영어: indefinite quadratic form): 양의 정부호 이차 형식이 아니며, 음의 정부호 이차 형식도 아니다.

### 이차 공간
가환환 {\displaystyle R} 위의 이차 공간(二次空間, 영어: quadratic space) {\displaystyle (M,Q)}은 {\displaystyle R} 위의 가군 {\displaystyle M}과 그 위의 이차 형식 {\displaystyle Q\colon M\to R}의 순서쌍이다.
{\displaystyle R} 위의 두 이차 공간 {\displaystyle (M,Q)}, {\displaystyle (M',Q')} 사이의 사상(영어: morphism of quadratic spaces)은 다음 조건을 만족시키는 함수 {\displaystyle f\colon M\to M'}이다.
- {\displaystyle f\colon M\to M'}은 {\displaystyle R}-가군의 가군 준동형이다.
- {\displaystyle Q'\circ f=Q}이다.

단사 함수인 이차 공간 사상을 이차 공간의 매장(영어: embedding)이라고 한다. 이차 공간의 매장 {\displaystyle \iota \colon (M,Q)\to (M',Q')}이 주어졌을 때, 만약 {\displaystyle \operatorname {coker} \iota =M'/\iota (M)}이 자유 가군이라면, {\displaystyle \iota }를 원시 매장(영어: primitive embedding)이라고 한다.

## 성질

### 비트 소거 정리
임의의 표수의 체 {\displaystyle K} 위의 이차 공간 {\displaystyle (V_{1},Q_{1})}, {\displaystyle (V_{2},Q_{2})}, {\displaystyle (V_{3},Q_{3})}이 주어졌다고 하자.
비트 소거 정리(영어: Witt cancellation theorem)에 따르면, 만약 {\displaystyle (V_{1},Q_{1})\oplus (V_{3},Q_{3})\cong (V_{2},Q_{2})\oplus (V_{3},Q_{3})}이라면, {\displaystyle (V_{1},Q_{1})\cong (V_{2},Q_{2})}이다.

### 쌍선형 형식과의 관계
가환환 {\displaystyle K}에서 2가 가역원일 경우 (예를 들어, {\displaystyle K}가 표수가 2가 아닌 체일 경우), {\displaystyle K}-가군 {\displaystyle V} 위의 이차 형식은 {\displaystyle V} 위의 대칭 쌍선형 형식과 표준적으로 일대일 대응한다. 구체적으로, 이차 형식 {\displaystyle Q}의 연관 쌍선형 형식
{\displaystyle B(u,v)=Q(u+v)-Q(u)-Q(v)}
이 주어졌다면, 이로부터 원래 이차 형식을 다음과 같이 되찾을 수 있다.
{\displaystyle Q(v)={\frac {1}{2}}B(v,v)}
그러나 만약 {\displaystyle K}에서 2가 가역원이 아니라면 이는 일반적으로 성립하지 않는다.
보다 일반적으로, 임의의 가환환 {\displaystyle K} 위의 가군 {\displaystyle V} 및 {\displaystyle \epsilon \in \{\pm 1\}\subseteq K}에 대하여, 2차 순환군 {\displaystyle \mathbb {Z} /2=\langle t|t^{2}=1\rangle }이 쌍선형 형식의 공간 {\displaystyle \hom _{K}(V\otimes _{K}V;K)} 위에 다음과 같이 작용한다.
{\displaystyle (t\cdot B)(u,v)=\epsilon B(v,u)}
이에 대하여, {\displaystyle \hom _{K}(V\otimes _{K}V;K)}는 군환 {\displaystyle \mathbb {Z} [\mathbb {Z} /2]} 위의 가군을 이룬다. 이 계수에 대하여 군 호몰로지 및 군 코호몰로지를 정의할 수 있다. 0차 군 코호몰로지는 군의 작용의 불변량으로 구성되며, 만약 {\displaystyle \epsilon =+1}이라면 이는 대칭 쌍선형 형식의 공간과 같다.
{\displaystyle \operatorname {H} ^{0}\left(\mathbb {Z} /2;\hom _{K}(V\otimes _{K}V;K)\right)=\left(\hom _{K}(V\otimes _{K}V;K)\right)^{\mathbb {Z} /2}=\left\{B\in \hom _{K}(V\otimes _{K}V;K)\colon B(u,v)=\epsilon B(v,u)\qquad \forall u,v\in V\right\}}
0차 군 호몰로지는 군의 작용의 쌍대불변량으로 구성된다.
{\displaystyle \operatorname {H} _{0}\left(\mathbb {Z} /2;\hom _{K}(V\otimes _{K}V;K)\right)=\left(\hom _{K}(V\otimes _{K}V;K)\right)_{\mathbb {Z} /2}={\frac {\hom _{K}(V\otimes _{K}V;K)}{\{B-t\cdot B\colon B\in \hom _{K}(V\otimes _{K}V;K)\}}}}
만약 {\displaystyle \epsilon =-1}일 경우, 이는 {\displaystyle M} 위의 이차 형식의 공간 {\displaystyle \operatorname {QForms} (M;K)}과 다음과 같이 동형이다.
{\displaystyle [B(-,-)]\mapsto \left(Q_{B}\colon (u\in V)\mapsto B(u,u)\right)}
다시 말해, 다음과 같은 {\displaystyle K}-가군의 완전열이 존재한다.
{\displaystyle 0\to \operatorname {H} ^{0}\left(\mathbb {Z} /2;\hom _{K}(V\otimes _{K}V;K)\right)\to \hom _{K}(V\otimes _{K}V;K){\xrightarrow {1-t}}\hom _{K}(V\otimes _{K}V;K)\to \operatorname {H} _{0}\left(\mathbb {Z} /2;\hom _{K}(V\otimes _{K}V;K)\right)\to 0}

### 클리퍼드 대수와의 관계
가환환 {\displaystyle K} 위의 가군 {\displaystyle V} 위의 이차 형식 {\displaystyle Q}가 주어졌을 때, 이 데이터로부터 클리퍼드 대수 {\displaystyle \operatorname {Cliff} (V,Q;K)}를 정의할 수 있다. 이는 {\displaystyle K}-단위 결합 대수이다.
클리퍼드 대수는 표준적인 단사 {\displaystyle K}-선형 변환
{\displaystyle \iota _{0}\colon K\hookrightarrow \operatorname {Cliff} (V,Q;K)}
{\displaystyle \iota _{1}\colon V\hookrightarrow \operatorname {Cliff} (V,Q;K)}
를 갖는다.
이차 형식의 클리퍼드 대수는 이차 형식의 불변량을 이룬다. 비퇴화 이차 형식의 클리퍼드 대수는 항상 등급 아즈마야 대수를 이루며, 따라서 브라우어-월 군 {\displaystyle \operatorname {BW} (K)}의 원소를 정의한다. 이 역시 비퇴화 이차 형식의 불변량으로 생각할 수 있다.

### 대각화와 비트 분해 정리
체 {\displaystyle K} 위의 유한 차원 벡터 공간 {\displaystyle K^{n}=\operatorname {Span} _{K}\{x_{1},\dots ,x_{n}\}} 위의 이차 형식 {\displaystyle Q}가
{\displaystyle \sum _{i=1}^{n}a_{i}x_{i}^{2}\qquad (a_{1},\dots ,a_{n}\in K)}
의 꼴의 이차 형식과 동치라면, {\displaystyle Q}를 대각화 가능 이차 형식(對角化可能二次形式, 영어: diagonalizable quadratic form)이라고 한다.
표수가 2가 아닌 체 위의 유한 차원 벡터 공간 위의 모든 이차 형식은 대각화 가능 이차 형식이다. 그러나 이는 표수 2의 경우 성립하지 않는다. 구체적으로, 대각화 알고리즘은 다음과 같은 그람-슈미트 과정의 일종이다. 표수가 2가 아닌 체 {\displaystyle K} 위의 유한 차원 벡터 공간 {\displaystyle V} 위의 이차 형식 {\displaystyle Q}가 주어졌을 때, {\displaystyle Q=0}일 경우 이미 대각화돼 있으므로 {\displaystyle Q\neq 0}를 가정할 수 있다. 이 경우 {\displaystyle Q(v)\neq 0}인 {\displaystyle v\in V}를 고를 수 있으며, 이 경우
{\displaystyle V=\operatorname {Span} \{v\}\oplus (\operatorname {Span} \{v\})^{\perp }}
{\displaystyle u=\underbrace {B(u,v)v/B(v,v)} _{\operatorname {Span} \{v\}}+\underbrace {\left(u-B(u,v)v/B(v,v)\right)} _{(\operatorname {Span} \{v\})^{\perp }}\qquad \forall u\in V}
이다. 따라서, 마찬가지로 {\displaystyle Q(v')\neq 0}인 {\displaystyle v'\in (\operatorname {Span} \{v\})^{\perp }}를 골라 위 과정을 재귀적으로 반복할 수 있다.
비트 분해 정리(Witt分解定理, 영어: Witt decomposition theorem)에 따르면, 표수가 2가 아닌 체 {\displaystyle K} 위의 이차 공간 {\displaystyle (V,Q)}는 다음과 같은 꼴로 표준적으로 분해된다.:12, Theorem 4.1
{\displaystyle (V,Q)=(V_{0},0)\oplus (V_{1},Q_{1})\oplus (V_{2},Q_{2})}
여기서 각 성분은 다음과 같다.
- {\displaystyle (V_{0},0)}은 이차 형식이 0인 이차 공간이다.
- {\displaystyle (V_{1},Q_{1})}은 비등방성 이차 공간(영어: anisotropic quadratic space)이다. 즉, {\displaystyle V_{1}} 속에서 {\displaystyle Q_{1}(v)=0}인 벡터 {\displaystyle v\in V_{1}}은 {\displaystyle v=0}뿐이다. 특히, {\displaystyle Q_{1}}은 비퇴화 이차 형식이다.
- {\displaystyle (V_{2},Q_{2})}는 분해 이차 공간(영어: split quadratic space)이다. 즉, {\displaystyle Q_{2}}는 비퇴화 이차 형식이며, {\displaystyle \dim _{K}V_{2}=2n}는 짝수이며, {\displaystyle V_{2}} 속에서 {\displaystyle Q_{2}|_{W}=0}인 {\displaystyle n}차원 부분 공간 {\displaystyle W\subseteq V_{2}}이 존재한다.

이 경우 {\displaystyle (V_{1},Q_{1})}을 {\displaystyle (V,Q)}의 핵심(영어: core)이라고 한다. 또한, {\displaystyle \dim _{K}(V_{1}\oplus V_{2})}를 {\displaystyle Q}의 계수(영어: rank)라고 하며, {\displaystyle (\dim _{K}V_{2})/2}를 {\displaystyle Q}의 비트 지표(영어: Witt index)라고 한다.:58 만약 {\displaystyle Q}가 비퇴화 이차 형식이라면, {\displaystyle Q|_{W}=0}이 되는 부분 벡터 공간들의 포함 관계에 대한 부분 순서 집합에서, 극대 원소들의 차원은 항상 비트 지표와 같다.

## 분류
이차 형식의 동치에 대한 분류는 수론과 선형대수학에서 매우 중요한 문제이다.

### 복소수 이차 형식의 분류
{\displaystyle K}가 표수가 2가 아닌 이차 폐체(영어: quadratically closed field, 모든 원소가 제곱근을 갖는 체)라고 하자. (예를 들어, {\displaystyle K}가 복소수체이거나, 표수가 2가 아닌 체의 대수적 폐포인 경우 이에 해당된다.) 그렇다면, 유한 차원 복소수 벡터 공간 {\displaystyle K^{n}} 위의 이차 형식은 그 계수 {\displaystyle r}에 따라서 완전히 분류된다. 즉, 모든 이차 형식 {\displaystyle Q}은 다음과 같은 꼴의 이차 형식과 동치이다.
{\displaystyle z_{1}^{2}+z_{2}^{2}+\cdots +z_{r}^{2}\qquad (1\leq r\leq n)}
이 경우, 이차 형식은 계수 {\displaystyle r}에 의하여 완전히 분류된다.

### 실수 이차 형식의 분류
{\displaystyle (K,\leq )}가 에우클레이데스 체(영어: Euclidean field, 모든 양수가 제곱근을 갖는 순서체)라고 하자. (예를 들어, {\displaystyle K}가 실수체 {\displaystyle \mathbb {R} }이거나 보다 일반적으로 실폐체일 경우 이에 해당된다.)
유한 차원 실수 벡터 공간 {\displaystyle K^{n}} 위의 이차 형식은 그 계수 및 부호수 {\displaystyle (s,k)}에 따라서 완전히 분류된다 ({\displaystyle 1\leq s\leq k\leq n}). 즉, 모든 이차 형식 {\displaystyle Q}은 다음과 같은 꼴의 이차 형식과 동치이다.
{\displaystyle x_{1}^{2}+x_{2}^{2}+\cdots +x_{s}^{2}-x_{s+1}^{2}-\cdots -x_{r}^{2}\qquad (1\leq s\leq k\leq n)}
구체적으로, n 변수의 {\displaystyle K} 계수 이차 형식 {\displaystyle Q(x_{1},\dots ,x_{n})}은 {\displaystyle n\times n} 대칭 행렬 {\displaystyle M}으로 나타낼 수 있다.
{\displaystyle Q(x_{1},\dots ,x_{n})={\begin{pmatrix}x_{1}&\cdots &x_{n}\end{pmatrix}}M{\begin{pmatrix}x_{1}\\\vdots \\x_{n}\end{pmatrix}}}
{\displaystyle Q}의 부호수(영어: signature) {\displaystyle (n_{+},n_{0},n_{-})}는 {\displaystyle M}의 양의 고윳값의 수 {\displaystyle n_{+}\in \mathbb {N} }, 고윳값 0의 중복도 {\displaystyle n_{0}\in \mathbb {N} }, 음의 고윳값의 수 {\displaystyle n_{-}\in \mathbb {N} }의 순서쌍이다. 물론
{\displaystyle n_{+}+n_{0}+n_{-}=n}
이다. 여기서, {\displaystyle n_{+}} 등은 고윳값의 중복도를 고려하여 센다. 그렇다면 {\displaystyle (n_{+},n_{0},n_{-})}는 실수 계수 이차 형식의 완전한 불변량이다. 즉, 두 실수 계수 이차 형식이 서로 동치일 필요충분조건은 두 이차 형식의 부호수가 같은 것이다. 이를 실베스터 관성 법칙(Sylvester慣性法則, 영어: Sylvester’s law of inertia)이라고 한다.

### 국소체 위의 이차 형식의 분류
p진수체 위의 이차 형식은 그 계수와 하세-비트 불변량에 따라 완전히 분류된다. 마찬가지로 다른 국소체 위의 이차 형식도 완전히 분류되었다.

### 대역체 위의 이차 형식의 분류
하세-민코프스키 정리에 따르면, 대역체 {\displaystyle K} 위의 두 이차 형식 {\displaystyle Q}, {\displaystyle Q'}이 동치일 필요충분조건은 다음과 같다.
- {\displaystyle K}의 완비화인 모든 국소체 {\displaystyle k}에 대하여, {\displaystyle Q_{k}}와 {\displaystyle Q'_{k}}는 서로 동치이다. 여기서 {\displaystyle Q_{k}}는 {\displaystyle Q}를 {\displaystyle k\supset K} 계수로 간주한, {\displaystyle k} 위의 이차 형식이다.

### 홀수 표수의 유한체 위의 이차 형식의 분류
표수가 2가 아닌 유한체 {\displaystyle \mathbb {F} _{q}} 위의 벡터 공간 {\displaystyle \mathbb {F} _{q}^{n}} 위의 이차 형식의 동치류는 총 {\displaystyle 2n+1}개가 있으며, 이들 가운데 비퇴화 이차 형식인 것은 두 개이다.
이들은 구체적으로 다음과 같다. {\displaystyle a\in \mathbb {F} _{q}}가 제곱수가 아닌 임의의 수라고 하자.
{\displaystyle \nexists b\in \mathbb {F} _{q}\colon b^{2}=a}
이러한 수는 항상 존재한다. 그렇다면, 모든 비퇴화 이차 형식(의 연관 대칭 쌍선형 형식)은 다음 두 대각 행렬 가운데 정확히 하나와 서로 동치이다.
{\displaystyle Q_{1}^{(n)}=\operatorname {diag} (1,\dots ,1,1)}
{\displaystyle Q_{2}^{(n)}=\operatorname {diag} (1,\dots ,1,a)}
즉, 다음과 같은 꼴이다.
{\displaystyle Q_{1}^{(n)}(x)=x_{1}^{2}+x_{2}^{2}+\cdots +x_{n}^{2}}
{\displaystyle Q_{2}^{(n)}(x)=x_{1}^{2}+x_{2}^{2}+\cdots +ax_{n}^{2}}
만약 {\displaystyle n}이 홀수라면, {\displaystyle Q_{2}^{(n)}}는 {\displaystyle \alpha Q_{1}^{(n)}}과 동치이다.:69 이 경우 비트 지표는 {\displaystyle Q_{1}^{(n)}}, {\displaystyle Q_{2}^{(n)}} 둘 다 {\displaystyle (n-1)/2}이다.
만약 {\displaystyle n}이 짝수라면, {\displaystyle Q_{1}^{(n)}}은 {\displaystyle \alpha Q_{1}^{(n)}}과 동치이며, 비트 지표는 다음과 같다.:59
- {\displaystyle n\equiv 2{\pmod {4}}}이며 {\displaystyle q\equiv 3{\pmod {4}}}인 경우, {\displaystyle Q_{1}^{(n)}}의 비트 지표는 {\displaystyle n/2-1}이며 {\displaystyle Q_{2}^{(n)}}의 비트 지표는 {\displaystyle n/2}이다.
- {\displaystyle n\equiv 0{\pmod {4}}}이거나 또는 {\displaystyle q\equiv 1{\pmod {4}}}인 경우, {\displaystyle Q_{1}^{(n)}}의 비트 지표는 {\displaystyle n/2}이며 {\displaystyle Q_{2}^{(n)}}의 비트 지표는 {\displaystyle n/2-1}이다.

이 경우, 비트 지표가 {\displaystyle n/2}인 경우를 플러스형(영어: plus-type), {\displaystyle n/2-1}인 경우를 마이너스형(영어: minus-type)이라고 한다.:59
비트 분해 정리에 의하여, 모든 (퇴화 또는 비퇴화) 이차 형식은 비퇴화 이차 형식과 0의 직합과 동치이다. 즉, 다음 두 꼴 가운데 하나와 동치이다.
{\displaystyle \operatorname {diag} (1,\dots ,1,1,0,\dots ,0)}
{\displaystyle \operatorname {diag} (1,\dots ,1,a,0,\dots ,0)}
홀수 차수 유한체 {\displaystyle \mathbb {F} _{q}}의 비트 환의 크기는 4이며, 이는 {\displaystyle q}에 따라 구체적으로 다음과 같다.:37
{\displaystyle W(\mathbb {F} _{q})\cong {\begin{cases}\mathbb {Z} /(4)&q\equiv 3{\pmod {4}}\\\mathbb {F} _{2}[\mathbb {F} _{q}^{\times }/(\mathbb {F} _{q}^{\times })^{2}]&q\equiv 1{\pmod {4}}\end{cases}}}
이 동형은 구체적으로 다음과 같다.
| {\displaystyle \mathbb {Z} /(4)}    | 0                           | 1                           | 2                           | 3                           |
| {\displaystyle W(\mathbb {F} _{q})} | {\displaystyle Q_{1}^{(0)}} | {\displaystyle Q_{1}^{(1)}} | {\displaystyle Q_{1}^{(2)}} | {\displaystyle Q_{2}^{(1)}} |
| {\displaystyle \mathbb {F} _{2}[x]/(x^{2})} | 0                           | 1                           | x                           | 1+x                         |
| {\displaystyle W(\mathbb {F} _{q})}         | {\displaystyle Q_{1}^{(0)}} | {\displaystyle Q_{1}^{(1)}} | {\displaystyle Q_{2}^{(2)}} | {\displaystyle Q_{2}^{(1)}} |

### 짝수 표수의 유한체 위의 이차 형식의 분류
표수가 2가 아닌 유한체 {\displaystyle \mathbb {F} _{q}} 위의 벡터 공간 {\displaystyle \mathbb {F} _{q}^{n}} 위의 이차 형식의 동치류는 총 {\displaystyle \lceil (3n+1)/2\rceil }개가 있으며, 이들 가운데 비특이 이차 형식인 것은 {\displaystyle n}이 양의 짝수일 경우 2개, 홀수이거나 0일 경우 1개이다.:58–59, §3.4.7 {\displaystyle n}이 홀수라면 비특이 이차 형식은 퇴화 이차 형식이지만, {\displaystyle n}이 짝수라면 비특이 이차 형식은 모두 비퇴화 이차 형식이다.
구체적으로, {\displaystyle n}이 홀수일 경우, 모든 비특이 이차 형식은 다음과 같은 블록 대각 행렬과 동치이다.
{\displaystyle \operatorname {diag} \left(1,{\begin{pmatrix}0&1\\0&0\end{pmatrix}},\cdots ,{\begin{pmatrix}0&1\\0&0\end{pmatrix}}\right)}
즉, 다음과 같은 꼴이다.
{\displaystyle Q(x)=x_{1}^{2}+x_{2}x_{3}+x_{4}x_{5}+\cdots +x_{n-1}x_{n}}
이 경우 {\displaystyle Q}의 연관 대칭 쌍선형 형식은
{\displaystyle B=\operatorname {diag} \left(0,{\begin{pmatrix}0&1\\1&0\end{pmatrix}},\cdots ,{\begin{pmatrix}0&1\\1&0\end{pmatrix}}\right)}
이다. 즉, {\displaystyle \operatorname {rad} B=\operatorname {Span} _{\mathbb {F} _{q}}\{x_{1}\}}이다.
{\displaystyle a\in \mathbb {F} _{q}}가 {\displaystyle x^{2}+x+a=0}의 해가 존재하지 않는 임의의 수라고 하자. (이러한 수는 항상 적어도 하나 이상 존재한다.) {\displaystyle n}이 양의 짝수일 경우, 모든 비특이 이차 형식은 다음과 같은 두 블록 대각 행렬 가운데 정확히 하나와 동치이다.:58–59, §3.4.7
{\displaystyle \operatorname {diag} \left({\begin{pmatrix}0&1\\0&0\end{pmatrix}},\cdots ,{\begin{pmatrix}0&1\\0&0\end{pmatrix}}\right)}
{\displaystyle \operatorname {diag} \left({\begin{pmatrix}a&1\\0&1\end{pmatrix}},{\begin{pmatrix}0&1\\0&0\end{pmatrix}},\cdots ,{\begin{pmatrix}0&1\\0&0\end{pmatrix}}\right)}
즉, 각각 다음과 같은 꼴이다.
{\displaystyle Q_{+}(x)=x_{1}x_{2}+x_{3}x_{4}+\cdots +x_{n-1}x_{n}}
{\displaystyle Q_{-}(x)=ax_{1}^{2}+x_{2}^{2}+x_{1}x_{2}+x_{3}x_{4}+\cdots +\cdots +x_{n-1}x_{n}}
이 경우 {\displaystyle Q_{+}}를 플러스형(영어: plus-type), {\displaystyle Q_{-}}를 마이너스형(영어: minus-type)이라고 한다.:59 {\displaystyle Q_{+}}의 비트 지표는 {\displaystyle n/2}이며, {\displaystyle Q_{-}}의 비트 지표는 {\displaystyle n/2-1}이다.
비트 분해 정리에 따라, 모든 이차 형식은 비특이 이차 형식과 0의 직합으로 나타내어진다.

### 정수환 위의 이차 형식의 분류
정수환 {\displaystyle \mathbb {Z} }이나 다른 대수적 정수환  위의 유한 차원 자유 가군 (=유한 생성 자유 아벨 군) 위의 이차 형식의 경우 하세-민코프스키 정리가 성립하지 않으며, 이들의 분류는 일반적으로 어렵다.
정수 계수 부정부호 형식의 경우, 마르틴 아이클러(독일어: Martin Eichler)는 스피너 종수(영어: spinor genus)를 사용하여 완전히 분류하였다.:§15.1 정수 계수 정부호 형식의 경우는 유클리드 공간 속의 격자에 대응하며, 이는 낮은 차원(대략 24차원 이하)에서는 에른스트 비트와 마르틴 크네저(독일어: Martin Kneser), 한스폴커 니마이어(독일어: Hans-Volker Niemeier)가 개발한 접착법(영어: gluing method)을 사용하여 분류할 수 있다.:§15.1 이보다 더 큰 차원에서의 정부호 형식의 분류는 불가능하다고 추측된다.:§15.1
정수 계수 이차 형식의 경우, 동치보다 더 거친 종수(種數, 영어: genus)라는 동치 관계가 존재한다. {\displaystyle \mathbb {Z} ^{n}} 위의 두 이차 형식 {\displaystyle Q}, {\displaystyle Q'}이 다음 두 조건을 만족시키면, 같은 종수에 속한다고 한다.
- {\displaystyle Q}와 {\displaystyle Q'}는 실수 계수 위에서 서로 동치이다.
- 모든 소수 {\displaystyle p=2,3,5,\dots }에 대하여, p진 정수환 {\displaystyle \mathbb {Z} _{p}}를 정의한다면, {\displaystyle Q}와 {\displaystyle Q'}는 {\displaystyle \mathbb {Z} _{p}} 계수 위에서 서로 동치이다.

즉, 이는 하세-민코프스키 정리와 유사하게, 각 유한 · 무한 소수에서의 "정수환"에서 동치인 것이다. 그러나 유리수 계수의 경우와 달리 같은 종수에 속하는 두 정수 계수 이차 형식이 서로 동치이지 않을 수 있다.
주어진 종수에 속한 모든 이차 형식들의 (적절한 무게를 부여한) 수는 스미스-민코프스키-지겔 질량 공식에 의하여 주어진다.

## 응용
이차 형식의 이론은 다른 여러 수학 분야와 밀접한 관계를 가진다.

### 대수기하학
임의의 0이 아닌 n변수 이차 형식은 사영 공간에 n-2차원 이차 초곡면을 정의한다. 이런 관점에서, 3변수 2차형식은 원뿔 곡선에 대응된다.

### 모듈러 형식
임의의 이차 형식에 대하여 세타 함수를 정의할 수 있으며, 이는 모듈러 형식을 이룬다. 이를 일반화하여 힐베르트 모듈러 형식 · 지겔 모듈러 형식 · 야코비 형식 등의 이론이 이차 형식 이론과 깊은 관계를 가진다.

### 격자 이론
정수 계수의 이차 형식은 유클리드 공간 속의 격자의 이론과 밀접한 관계를 가진다. 이를 통해 이차 형식 이론은 민코프스키의 수 기하학(영어: geometry of numbers)이나 코드 이론(영어: coding theory), 암호학 등에 응용된다.

## 역사

### 고대 수학에서의 이차 형식
특수한 정수 계수 이차 형식의 연구는 고대 수학에서 이미 등장한다. 한 예는 정수 계수 2변수 이차 형식 {\displaystyle x^{2}+y^{2}}의 상을 계산하는 문제로, 이는 피타고라스 수에 관련된다. 이 문제는 1640년에 피에르 드 페르마가 페르마 두 제곱수 정리로서 해결하였다.
기원후 7세기에 인도의 수학자 브라마굽타는 펠 방정식의 해를 제시하였다. 이 역시 특수한 2변수 이차 형식 {\displaystyle x^{2}-ny^{2}}을 연구하는 문제이다.

### 19세기 이차 형식 이론
1801년에 카를 프리드리히 가우스는 《산술 연구》(영어: Disquisitiones Arithmeticae)에서 정수 계수 2변수 이차 형식을 체계적으로 연구하였다.
1852년에 제임스 조지프 실베스터는 실수 계수 이차 형식을 실베스터 관성 법칙을 통해 완전히 분류하였다. 이 정리의 어원은 실베스터가 오늘날 부호수로 불리는 개념을 "관성"(영어: inertia)이라고 불렀기 때문이다.
1867년에 헨리 존 스티븐 스미스는 스미스-민코프스키-지겔 질량 공식을 최초로 발견하였으나, 널리 알려지지 않았다. 1885년에 헤르만 민코프스키는 박사 학위 논문에서 이차 형식의 종수(영어: genus)의 개념을 도입하였고, 스미스-민코프스키-지겔 질량 공식을 재발견하였다.

### 20세기~21세기 이차 형식 이론
헬무트 하세(1898~1979)는 쿠르트 헨젤의 p진수를 유리수 계수 이차 형식의 분류에 도입하여, 하세-민코프스키 정리를 완성하였다. 카를 루트비히 지겔(1896~1982)은 1935년에 민코프스키가 제시한 질량 공식의 오류를 교정하여 스미스-민코프스키-지겔 질량 공식을 완성하였고, 이를 비롯한 세 편의 논문에서 이차 형식의 해석적 이론을 제창하였다.
에른스트 비트(1911~1991)는 1937년 하빌리타치온 논문에서 비트 소거 정리와 비트 분해 정리 및 비트 환의 개념을 도입하였고, 이로서 이차 형식의 대수적 이론을 제창하였다.
마르틴 아이클러(독일어: Martin Eichler, 1912~1992)는 스피너 종수(영어: spinor genus)를 사용하여 부정부호 정수 계수 이차 형식을 분류하였으며,:§15.1 마르틴 크네저(독일어: Martin Kneser, 1928~2004), 한스폴커 니마이어(독일어: Hans-Volker Niemeier, 1940~)는 접착법(영어: gluing method)을 사용하여  낮은 차원의 정부호 정수 계수 이차 형식의 분류를 완성하였다.:§15.1 현대의 이차 형식 이론은 이차 수체와 모듈러 형식의 이론과 밀접한 관계를 가지며, 현대 수론의 주요 분야로 성장하게 되었다.

## 같이 보기
- 삼차 형식
- 판별식
- 하세-민코프스키 정리
- 이차 초곡면
- 제곱 유군
- 비트 환

## 참고 문헌
1. ↑  Rotman, Joseph (1994). 《An introduction to the theory of groups》. Graduate Texts in Mathematics (영어) 148 4판. Springer. doi:10.1007/978-1-4612-4176-8. ISBN 978-1-4612-8686-8. ISSN 0072-5285. Zbl 0810.20001.
2. 1 2 3 4 5 6 7 8 9 10 11 12 13 14  Wilson, Robert (2009). 《The finite simple groups》. Graduate Texts in Mathematics (영어) 251. Springer. doi:10.1007/978-1-84800-988-2. ISBN 978-1-84800-987-5. ISSN 0072-5285.
3. ↑  Helmstetter, Jacques; Micali, Artibano (2008). 《Quadratic mappings and Clifford algebras》 (영어). Birkhäuser. doi:10.1007/978-3-7643-8606-1. ISBN 978-3-7643-8605-4.
4. 1 2  Lam, Tsit-Yuen (2005). 《Introduction to quadratic forms over fields》. Graduate Studies in Mathematics (영어) 67. American Mathematical Society. ISBN 0-8218-1095-2. MR 2104929. Zbl 1068.11023.
5. 1 2 3 4 5  Conway, John Horton; Sloane, N. J. A. (1999). 《Sphere packings, lattices and groups》. Grundlehren der mathematischen Wissenschaften (영어) 290 3판. Springer. doi:10.1007/978-1-4757-6568-7. ISBN 0-387-98585-9. ISSN 0072-7830. Zbl 0915.52003.
6. ↑  Sylvester, James Joseph (1852). “A demonstration of the theorem that every homogeneous quadratic polynomial is reducible by real orthogonal substitutions to the form of a sum of positive and negative squares” (PDF). 《Philosophical Magazine (series 4)》 (영어) 4 (23): 138–142. doi:10.1080/14786445208647087.
7. ↑  Smith, H. J. Stephen (1867). “On the orders and genera of quadratic forms containing more than three indeterminates”. 《Proceedings of the Royal Society of London》 (영어) 16: 197–208. doi:10.1098/rspl.1867.0036. JFM 01.0054.03. JSTOR 112491.
8. ↑  Minkowski, Hermann (1885). “Untersuchungen über quadratische Formen. I. Bestimmung der Anzahl verschiedener Formen, welche ein gegebenes Genus enthält”. 《Acta Mathematica》 (독일어) 7: 201–258. doi:10.1007/BF02402203. ISSN 0001-5962. JFM 17.0159.01.
9. 1 2  Siegel, Carl Ludwig (1935년 7월). “Über die analytische Theorie der quadratischen Formen”. 《Annals of Mathematics. Second Series》 (독일어) 36 (3): 527–606. doi:10.2307/1968644. JFM 61.0140.01. JSTOR 1968644. Zbl 0012.19703.
10. ↑  Siegel, Carl Ludwig (1936년 1월). “Über die analytische Theorie der quadratischen Formen II”. 《Annals of Mathematics. Second Series》 (독일어) 37 (1): 230–263. doi:10.2307/1968694. JSTOR 1968694.
11. ↑  Siegel, Carl Ludwig (1937년 1월). “Über die analytische Theorie der quadratischen Formen III”. 《Annals of Mathematics. Second Series》 (독일어) 38 (1): 212–291. doi:10.2307/1968520. JSTOR 1968520.
12. ↑  Witt, Ernst (1937). “Theorie der quadratischen Formen in beliebigen Körpern”. 《Journal für die reine und angewandte Mathematik》 (독일어) 1937 (176): 31-44. doi:10.1515/crll.1937.176.31. ISSN 0075-4102. JFM 62.0106.02. Zbl 0015.05701.
13. ↑  Scharlau, R. (2009). 〈Martin Kneser’s work on quadratic forms and algebraic groups〉 (PDF).   Baeza, Ricardo; Chan, Wai Kiu; Hoffmann, Detlev W.; Schulze-Pillot, Rainer. 《Quadratic Forms—Algebra, Arithmetic, and Geometry: Algebraic and Arithmetic Theory of Qudratic Forms, December 13–19, 2007, Frutillar, Chile》. Contemporary Mathematics (영어) 493. American Mathematical Society. 339–357쪽. doi:10.1090/conm/493. ISBN 978-0-8218-4648-3. MR 2537110.

- Conway, John Horton; Fung, Francis Y. C. (1997). 《The sensual (quadratic) form》. Carus Mathematical Monographs (영어). The Mathematical Association of America. ISBN 978-0-88385-030-5. Zbl 0885.11002.
- Cassels, J.W.S. (1978). 《Rational quadratic forms》. London Mathematical Society Monographs (영어) 13. Academic Press. ISBN 0-12-163260-1. Zbl 0395.10029.
- Kitaoka, Yoshiyuki (1993). 《Arithmetic of quadratic forms》. Cambridge Tracts in Mathematics (영어) 106. Cambridge University Press. doi:10.1017/CBO9780511666155. ISBN 978-052140475-4. MR 1245266. Zbl 0785.11021.
- Milnor, John; Husemoller, Dale (1973). 《Symmetric bilinear forms》. Ergebnisse der Mathematik und ihrer Grenzgebiete (영어) 73. Springer-Verlag. doi:10.1007/978-3-642-88330-9. ISBN 978-3-642-88332-3. MR 0506372. Zbl 0292.10016.
- O’Meara, O.T. (2000). 《Introduction to quadratic forms》. Die Grundlehren der mathematischen Wissenschaften (영어) 117. Springer-Verlag. doi:10.1007/978-3-642-62031-7. ISBN 978-3-540-66564-9. Zbl 0259.10018.
- Pfister, Albrecht (2001년 2월). 《Quadratic forms with applications to algebraic geometry and topology》. London Mathematical Society Lecture Note Series (영어) 106. Cambridge University Press. doi:10.1017/CBO9780511526077. ISBN 978-052146755-1. Zbl 0847.11014.
- Shimura, Goro (1993). 《Arithmetic of quadratic forms》. Springer Monographs in Mathematics (영어) 106. Springer-Verlag. doi:10.1007/978-1-4419-1732-4. ISBN 978-1-4419-1731-7. ISSN 1439-7382. MR 2665139. Zbl 1202.11026.
- Siegel, Carl Ludwig (1955). “Lectures on quadratic forms” (PDF) (영어). 뭄바이: Tata Institute of Fundamental Research. MR 0271028. Zbl 0248.10019.
- Knus, Max-Albert (1991). 《Quadratic and hermitian forms over rings》. Grundlehren der mathematischen Wissenschaften (영어) 294. Springer-Verlag. doi:10.1007/978-3-642-75401-2. ISBN 978-3-642-75403-6. ISSN 0072-7830. MR 1096299. Zbl 0756.11008.
- Elman, Richard; Karpenko, Nikita; Merkurjev, Alexander (2008). 《The algebraic and geometric theory of quadratic forms》. Colloquium Publications (영어) 56. American Mathematical Society. ISBN 978-0-8218-4329-1. MR 2427530. Zbl 1165.11042.